# Policijska uprava Nova Gorica
Policijska uprava Nova Gorica je policijska uprava slovenske policije s sedežem na Sedejevi ulici 11 (Nova Gorica). Trenutni (2017) direktor uprave je Evgen Govekar.

## Zgodovina
Policijska uprava je bila ustanovljena 27. februarja 1999, ko je pričel veljati Odlok o ustanovitvi, območju in sedežu policijskih uprav v Republiki Sloveniji.

## Organizacija

### Splošne postaje
Pod policijsko upravo Nova Gorica spada 5 policijskih postaj, in sicer:
- Policijska postaja Ajdovščina
- Policijska postaja Bovec
  - Policijska pisarna Kobarid
- Policijska postaja Idrija
  - Policijska pisarna Cerkno
- Policijska postaja Nova Gorica
  - Policijska pisarna Dobrovo
  - Policijska pisarna Kanal
  - Policijska pisarna Šempeter pri Gorici
- Policijska postaja Tolmin

### Mejna policija
- ukinjeno*

### Posebne postaje
- Enota vodnikov službenih psov Nova Gorica
- Policijska postaja za izravnalne ukrepe Nova Gorica
- Postaja prometne policije Nova Gorica